# Kleanthes
Kleanthes (Græsk: Κλεάνθης, Kleanthēs) (født ca. 330 f.Kr., død ca. 230 f.Kr.) fra Assos var en græsk stoisk filosof. Han var efterfølger til Zenon fra Kition som den anden skolark ved den stoiske skole i Athen. Oprindeligt en bokser begyndte han at følge Zenons undervisning, da han kom til Athen. Om natten arbejdede han som vandbærer. Efter Zenons død ca  362 f.Kr. blev han leder for skolen, hvilket han var i 32 år. Kleanthes både bevarede og udviklede Zenons filosofi. Han opfandt nye ideer i stoisk fysik, der passede med materialismen og panteismen. Hans elev Chrysippos blev en af de vigtigste stoiske filosoffer.

## Liv
Kleanthes blev født i Assos i Troas ca. 330 f.Kr. Ifølge Diogenes Laertius var han søn af Phanias og var bokser som ung. Han kom til Athen med kun fire drakmer. Her begyndte han at beskæftige sig med filosofi. Han lyttede først til den kyniske filosof Krates, og bagefter til stoikeren Zenon fra Kition. For at tjene penge arbejdede han hele natten som en vandbærer for en gartner (deraf hans øgenavn "Brøndvandbøreren" græsk: Φρεάντλης). Da han brugte hele dagen på at studere filosofi og tilsyneladende ikke lavede noget blev han kaldt til Areopagos for at forklare, hvad han levede af. Dommerne blev så begejstrede, at de tildelte ham ti miner, som Zenon dog ikke ville lade ham acceptere. Hans evne til tålmodig udholdenhed, eller måske hans langsomhed, gav ham øgenavnet "Æslet" fra en medstuderende, et navn som han skulle have været glad for, da det medførte, at hans ryg var stærk nok til alt, hvad Zenon ville læsse på den.
Hans høje moralske standard skaffede ham et så godt ry, at da Zenon døde i 362, blev han leder af skolen. Han blev dog ved med at arbejde med manuelt arbejde. Blandt hans elever var hans efterfølger Chrysippos og Antigonus II Gonatas. Han døde da han var 99 år gammel.
Simplicius, der skrev i det 6. århundrede e.Kr., nævner, at der på det tidspunkt i Assos var en statue af Kleanthes, som det romerske senat havde ladet bygge.

## Filosofi
Kleanthes er en vigtig person i stoicismens udvikling, og han satte sit personlige præg på skolens fysiske spekulationer. Hans materialisme gav det stoiske system en større sammenhæng.
Kleanthes revolutionerede stoisk fysik med teorien om spænding (tonos)), hvilket adskilte stoisk materialisme fra opfattelsen, at materie er død og passiv.  Han udviklede stoisk panteisme, og analyserede logik og etik ud fra sit materialistiske grundsyn. Således argumenterede han for, at sjælen er materiel, og dette blev bevist af, at ikke kun legemlige egenskaber men også mentale evner er overført fra forældre til børn og ud fra sjælens sympati med kroppen, hvilkes kan ses ud fra, at når kroppens slås eller skæres, så mærker sjælen smerte; og når sjælen er belastet af angst eller depression, så påvirkes kroppen også.  Kleanthes mente også, at sjælene lever videre efter døden, men intensiteten i denne eksistens ville variere efter hvor stærk eller svag den pågældende sjæl var.
Kleanthes opfattede ikke Solen som guddommelig. Fordi solen opretholder alle levende ting, så ligner den den guddommelige ild, som ifølge stoisk fysik animerer alle levende væsener. Derfor må den også være en del af universets livgivende ild eller æter. Han beskyldte  Aristarkos for ugudelighed, fordi denne mente, at "universets hjerte" (dvs. jorden) bevægede sig.
I Hymnen til Zeus skriver han, at det at prise og ære Zeus er det højeste privilegium, alle fornuftsvæsener har.

## Etik
Kleanthes hævdede, at nydelse ikke kun ikke er et gode, men at det er "imod naturen" og "værdiløst". Hans mening var, at lidenskaberne (kærlighed, frygt, sorg) er svagheder; de mangler den "spænding" (tonos), som han altid insisterede på, og som han mente, at sjælens og kroppens styrke afhænger af, og som bevirker, at mennesker har selvkontrol og moralsk styrke. Spændingen er også en betingelse for alle dyderne.
Zenons havde sagt, at livets mål var at "leve overensstemmende"; hvilket betyder at kun fornuftens lidenskabsløse liv i sidste ende kunne være overensstemmende med sig selv. Klaenthes har tilføjet ordene "...med naturen", og således skabte han den kendte stoiske læresætning, at målet er at "leve i overensstemmelse med naturen". For Kleanthes betød det først og fremmest, at man levede ifølge universets gang; for universet styres af fornuften, og alle har det privilegium, at de kan lære at kende verdens gang, at se, at den er fornuftig, og derefter leve i overensstemmelse med den. Dette er ifølge ham den fri viljes sande natur: ikke at man handler uden motiv eller formål eller vilkårligt, men at man ydmygt accepterer den universelle orden og derfor også accepterer alt, hvad der sker med en.